# Betty Boo

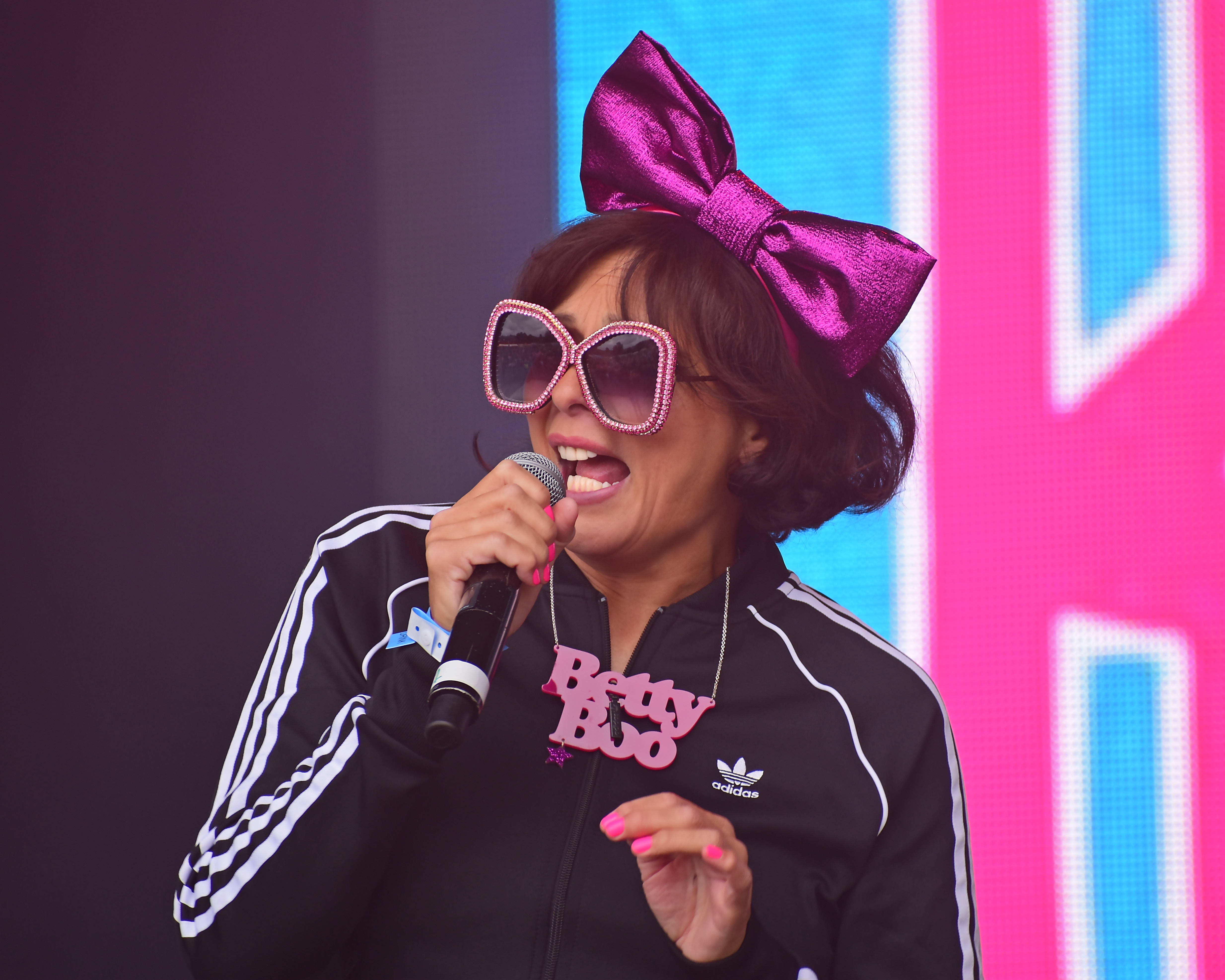
Betty Boo, 2021

Betty Boo (gebürtiger Name Alison Moira Clarkson, * 6. März 1970 in Kensington, London) ist eine britische Sängerin, Rapperin und Songwriterin.

## Biografie
Clarkson machte vor ihrer Karriere als Sängerin eine Ausbildung zur Toningenieurin. Ihr Künstlername Betty Boo entlehnt sich der Comicfigur Betty Boop, jedoch ließ sie vorsorglich möglicher Markenschutzklagen den letzten Buchstaben weg.
Im Jahr 1990 hatte sie mit den Titeln Doin’ the Do und Where Are You Baby? zwei Top-10-Hits in den UK-Charts.
Nach dem Ende ihrer Solokarriere hatte sie Erfolg als Verfasserin mit mehreren Titeln, darunter Pure and Simple für Hear’Say, ebenso schrieb sie für Girls Aloud und The Tweenies.
2006 erschien unter dem Bandnamen Wigwam (in Zusammenarbeit mit Alex James, Bassist von Blur) eine gleichnamige Single. Eine angekündigte LP dieser Kooperation wurde nie veröffentlicht.

## Diskografie

### Studioalben
| Jahr | Titel                | Höchstplatzierung, Gesamtwochen, AuszeichnungChartplatzierungen (Jahr, Titel, Platzierungen, Wochen, Auszeichnungen, Anmerkungen) | Höchstplatzierung, Gesamtwochen, AuszeichnungChartplatzierungen (Jahr, Titel, Platzierungen, Wochen, Auszeichnungen, Anmerkungen) | Höchstplatzierung, Gesamtwochen, AuszeichnungChartplatzierungen (Jahr, Titel, Platzierungen, Wochen, Auszeichnungen, Anmerkungen) | Höchstplatzierung, Gesamtwochen, AuszeichnungChartplatzierungen (Jahr, Titel, Platzierungen, Wochen, Auszeichnungen, Anmerkungen) | Höchstplatzierung, Gesamtwochen, AuszeichnungChartplatzierungen (Jahr, Titel, Platzierungen, Wochen, Auszeichnungen, Anmerkungen) | Anmerkungen                              |
| Jahr | Titel                | DE | AT | CH | UK | US | Anmerkungen                              |
| ---- | -------------------- | --- | --- | --- | --- | --- | ---------------------------------------- |
| 1990 | Boomania             | — | — | — | UK4 Platin · (24 Wo.)UK | — | Erstveröffentlichung: 10. September 1990 |
| 1992 | GRRR! It’s Betty Boo | DE97 (3 Wo.)DE | — | — | UK62 (1 Wo.)UK | — | Erstveröffentlichung: 12. Oktober 1992   |
| 2022 | Boomerang            | — | — | — | UK45 (1 Wo.)UK | — | Erstveröffentlichung: 14. Oktober 2022   |

Kompilationen
- 1999: Doin’ the Do: The Best Of

### Singles
| Jahr | Titel Album                                                                 | Höchstplatzierung, Gesamtwochen, AuszeichnungChartplatzierungen (Jahr, Titel, Album, Platzierungen, Wochen, Auszeichnungen, Anmerkungen) | Höchstplatzierung, Gesamtwochen, AuszeichnungChartplatzierungen (Jahr, Titel, Album, Platzierungen, Wochen, Auszeichnungen, Anmerkungen) | Höchstplatzierung, Gesamtwochen, AuszeichnungChartplatzierungen (Jahr, Titel, Album, Platzierungen, Wochen, Auszeichnungen, Anmerkungen) | Höchstplatzierung, Gesamtwochen, AuszeichnungChartplatzierungen (Jahr, Titel, Album, Platzierungen, Wochen, Auszeichnungen, Anmerkungen) | Höchstplatzierung, Gesamtwochen, AuszeichnungChartplatzierungen (Jahr, Titel, Album, Platzierungen, Wochen, Auszeichnungen, Anmerkungen) | Anmerkungen                                                    |
| Jahr | Titel Album                                                                 | DE | AT | CH | UK | US | Anmerkungen                                                    |
| ---- | --------------------------------------------------------------------------- | --- | --- | --- | --- | --- | -------------------------------------------------------------- |
| 1989 | Hey DJ (I Can’t Dance To That Music You’re Playing) Boomania / Anywayawanna | DE93 (2 Wo.)DE | — | — | UK7 (11 Wo.)UK | — | Erstveröffentlichung: 31. Juli 1989 mit The Beatmasters        |
| 1990 | Doin’ the Do Boomania                                                       | — | — | — | UK7 (12 Wo.)UK | US90 (4 Wo.)US | Erstveröffentlichung: 7. Mai 1990                              |
| 1990 | Where Are You Baby? Boomania                                                | DE29 (17 Wo.)DE | — | CH13 (8 Wo.)CH | UK3 Silber · (10 Wo.)UK | — | Erstveröffentlichung: 30. Juli 1990                            |
| 1990 | 24 Hours Boomania                                                           | DE32 (12 Wo.)DE | — | CH10 (12 Wo.)CH | UK25 (8 Wo.)UK | — | Erstveröffentlichung: 26. November 1990                        |
| 1992 | Let Me Take You There Grrr! It’s Betty Boo                                  | DE50 (10 Wo.)DE | — | CH18 (8 Wo.)CH | UK12 (8 Wo.)UK | — | Erstveröffentlichung: 27. Juli 1992                            |
| 1992 | I’m on My Way Grrr! It’s Betty Boo                                          | — | — | — | UK44 (3 Wo.)UK | — | Erstveröffentlichung: 21. September 1992                       |
| 1993 | Hangover Grrr! It’s Betty Boo                                               | — | — | — | UK50 (3 Wo.)UK | — | Erstveröffentlichung: 29. März 1993                            |
| 2006 | Wigwam –                                                                    | — | — | — | UK60 (1 Wo.)UK | — | Erstveröffentlichung: April 2006 mit Alex James als Wigwam     |
| 2007 | Take Off –                                                                  | — | — | — | UK92 (1 Wo.)UK | — | Erstveröffentlichung: Oktober 2007 Betty Boo versus Jack Rokka |

Weitere Singles
- 1992: Thing Goin’ On
- 1993: Catch Me